# Sorholus (Pyrénées-Atlantiques)
Pour les articles homonymes, voir Sorholus.
Sorholus est une ancienne commune française du département des Pyrénées-Atlantiques. Le 17 avril 1859, la commune fusionne avec Tardets pour former la nouvelle commune de Tardets-Sorholus.

## Géographie

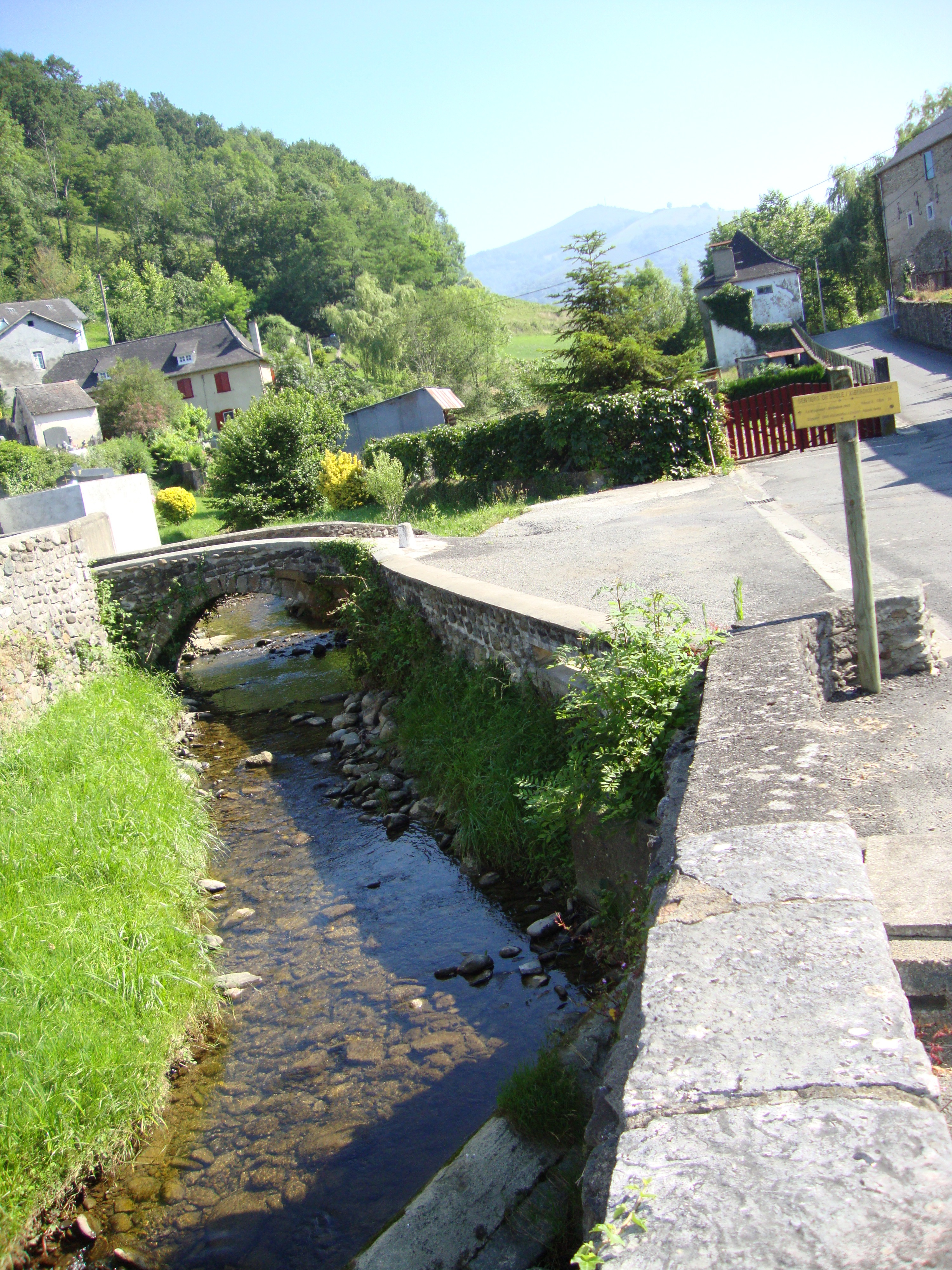
Le ruisseau de Laritolle à Sorholus

Sorholus fait partie de la Soule.

## Toponymie
Son nom basque est Sorholüze, du basque sorho, 'champs'.
Le toponyme Sorholus est mentionné en 1520 (coutume de Soule).

## Démographie
| 1793 | 1800 | 1806 | 1821 | 1831 | 1836 | 1841 | 1846 | 1851 |
| ---- | ---- | ---- | ---- | ---- | ---- | ---- | ---- | ---- |
| 473  | 484  | 452  | 399  | 627  | 616  | 638  | 659  | 614  |

## Pour approfondir